# 양택식

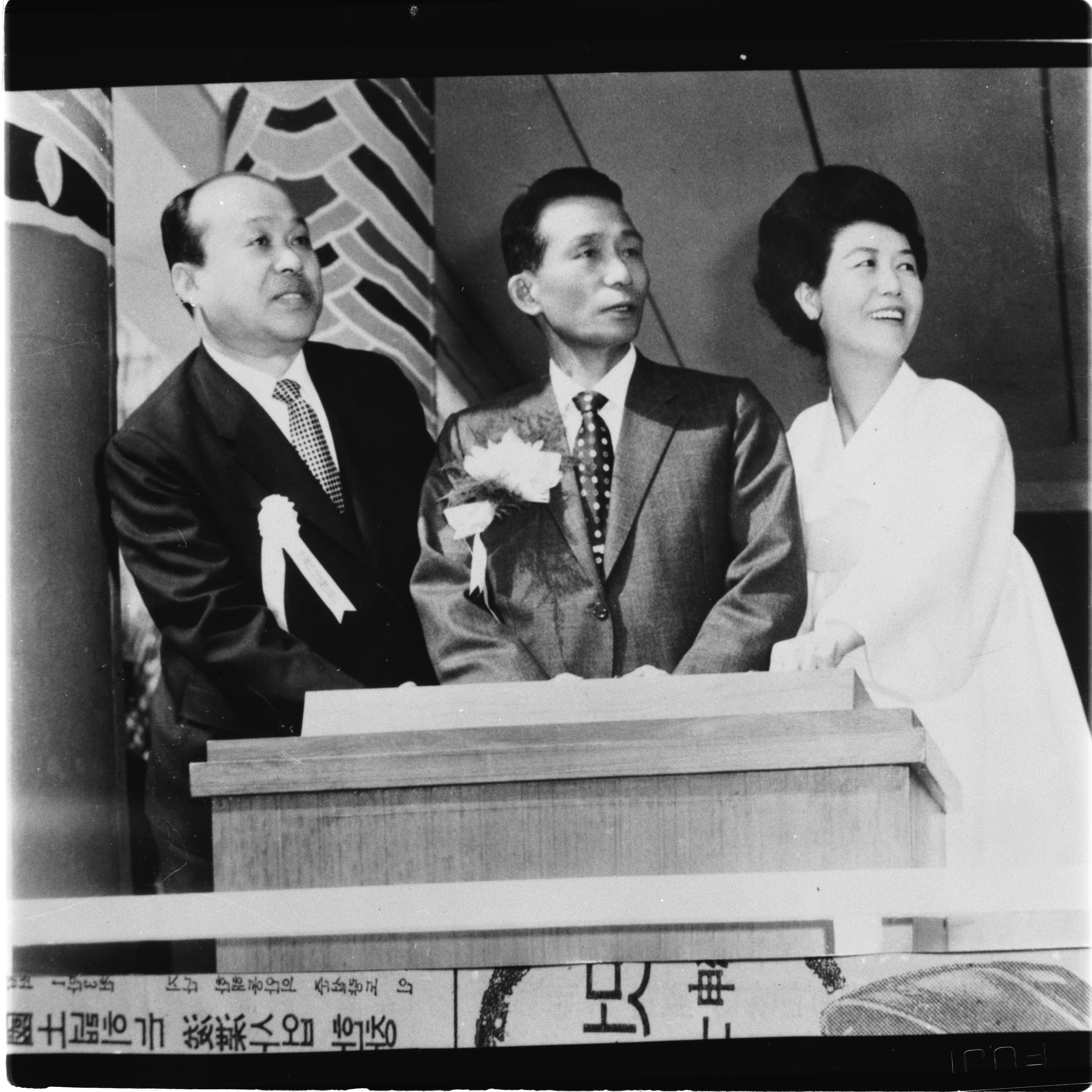
1971년 4월 서울 지하철 건설 착공식의 양택식 (왼쪽)과 박정희 대통령·육영수 여사 (오른쪽)

양택식(梁澤植, 1924년 7월 11일 ~ 2012년 11월 13일)은 대한민국의 공무원, 공기업인이다. 본관은 남원(南原)이며, 경상남도 남해군 출신이다. 개명(改名) 前 이름은 양탁식(梁鐸植)이다. 경상남도 부지사, 철도청장, 부산시 부시장, 서울특별시장 등을 역임했다. 서울특별시장 재직 당시, 전임 김현옥 시장이 시작한 서울 지하철 1호선 개통의 완공을 추진하였다.

## 생애

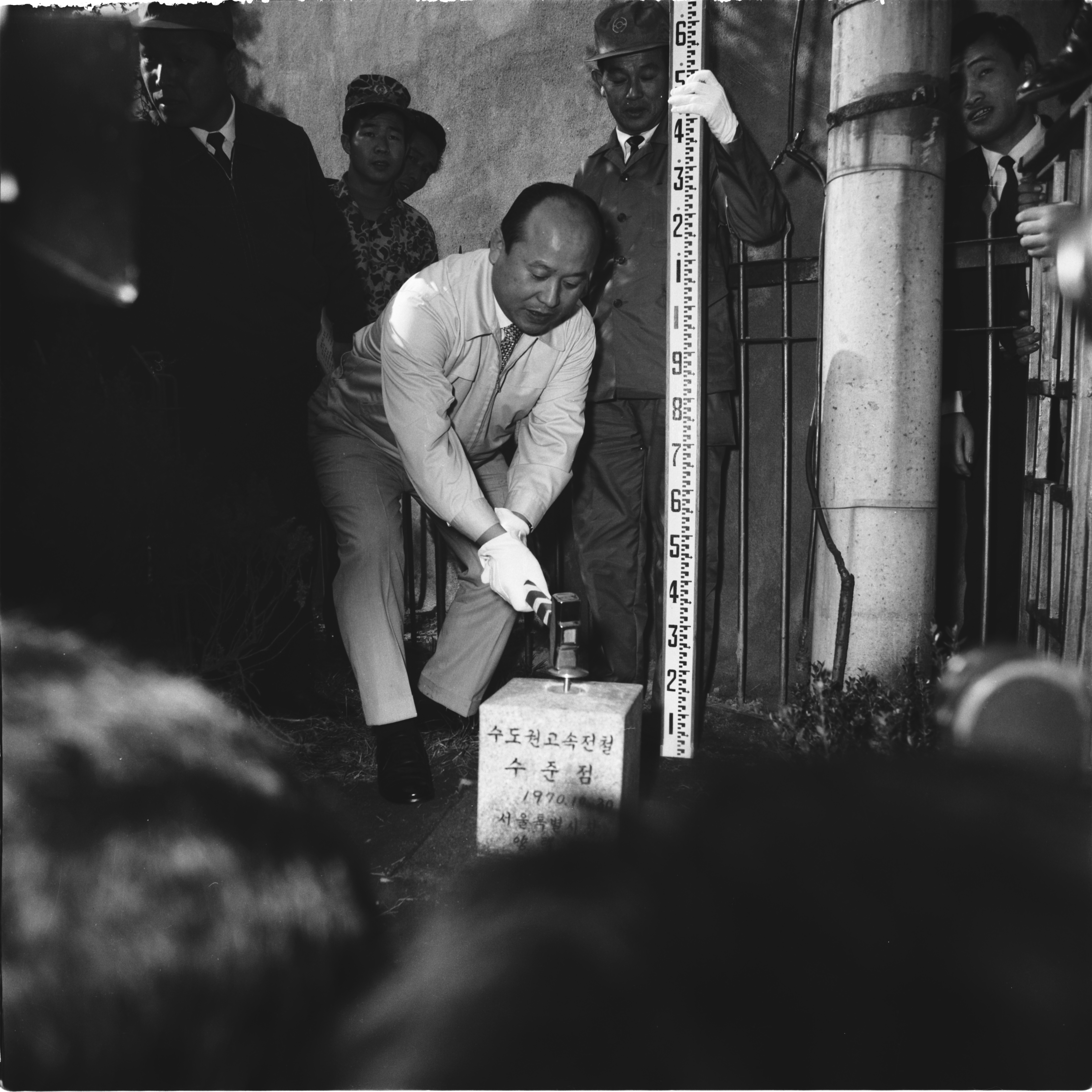
1970년 10월 보신각 앞 지하철 수준점 설정 당시 모습

남해군 출생이다. 1947년 서울대학교 공과대학 전문부 화학공학과에서 학사 학위를 받았다.
1964년 1월 11일 경상남도 부지사가 되었고, 10월 6일 내무부 기획관리실장으로 자리를 옮겼다. 1966년 철도청장, 부산시 부시장, 1967년 경상북도지사를 역임했다.
1970년 서울특별시장으로 부임했다. 당시 서울시 도시계획국장이었던 손정목에 의하면, 양택식은 새벽부터 저녁까지, 주말과 밤낮도 없이 일에만 몰두한 사람이었다고 한다. 시장 부임 후 김현옥 전임 시장에 의해 추진되고 있었던 여의도 사업을 마무리지었으며, 지금의 강남에 해당하는 영동지구 개발을 추진하였다. 또한 서울 지하철 1호선을 착공, 3년 뒤 개통하여 서울에 지하철 시대를 여는 데도 기여했다.
1974년 육영수 저격사건으로 시장에서 물러난 뒤, 1975년 대한주택공사 사장을 맡아 1980년까지 근무했고, 1981년부터 1986년까지 동서석유화학 회장을 지냈다.

## 사건
1971년 8월 10일 경기도 성남출장소 지역 주민들과 약속되어 있던 면담 장소에 나타나지 않자 마침내 분노가 폭발한 군중들이 봉기하는 광주 대단지 사건의 시발점을 제공하였다.

## 별명
서울특별시장으로 재임할 당시 별명은 두 가지가 있었는데 하나는 ‘두더지 시장’, 나머지 하나는 ‘호마이카’였다. ‘두더지 시장’이란 1기 지하철 건설 기간 내내 공사현장을 누비고 다녀 그런 별명이 붙었고, ‘호마이카’라는 별명은 그가 이마에 광택이 날 정도로 대머리였기 때문에, 광택을 내는 칠의 이름인 호마이카를 따서 별명이 붙었다.
원래 이름은 양탁식(梁鐸植)이었으나, 1970년 서울시장 부임 직후 기자들과 만난 자리에서 “원래 이름은 양탁식이 맞지만 주위에서 ‘택식’으로 잘못 부르는 경우가 많아 아예 이름을 바꿨다며, ‘탁’보다는 ‘택’이 부르기 좋으니 한문이 한글을 따르는 한 예가 된 것”이라고 말했다.

## 같이 보기
- 육영수 저격 사건
- 서울 지하철 1호선